# دونپورت (کالیفرنیا)
دونپورت (به انگلیسی: Davenport) یک منطقهٔ مسکونی در ایالات متحده آمریکا است که در شهرستان سانتا کروز، کالیفرنیا واقع شده‌است. دونپورت ۷٫۳۶۸ کیلومتر مربع مساحت و ۴۰۸ نفر جمعیت دارد و ۷۸٫۹۴ متر بالاتر از سطح دریا واقع شده‌است.